# Ловоров венац
Ловоров венац (као зимзелена биљка, ловор представља симбол за вечност и бесмртност) је у грчко-римској традицији представљао победу, примирје, мир. Зато је у почетку додељиван победницима на Олимпијским играма, а римски цареви су га носили на глави као златни ловоров венац. Данас се симболички додељује, не само победницима на Олимпијским играма, већ и другим заслужним особама.